# Jacques Corbineau
Pour les articles homonymes, voir Corbineau.
Jacques Corbineau est un architecte et sculpteur français du XVIIe siècle. Il fait partie d'une famille d'architectes français : les Corbineau. On les trouve simultanément en Anjou et au comté de Laval.

## Biographie
On ne connait pas les liens familiaux formels entre Jacques Corbineau, Étienne et Pierre Corbineau, qui étaient aussi architectes. Son frère Charles ne figure que dans les comptes de Brissac.

### Château de Brissac

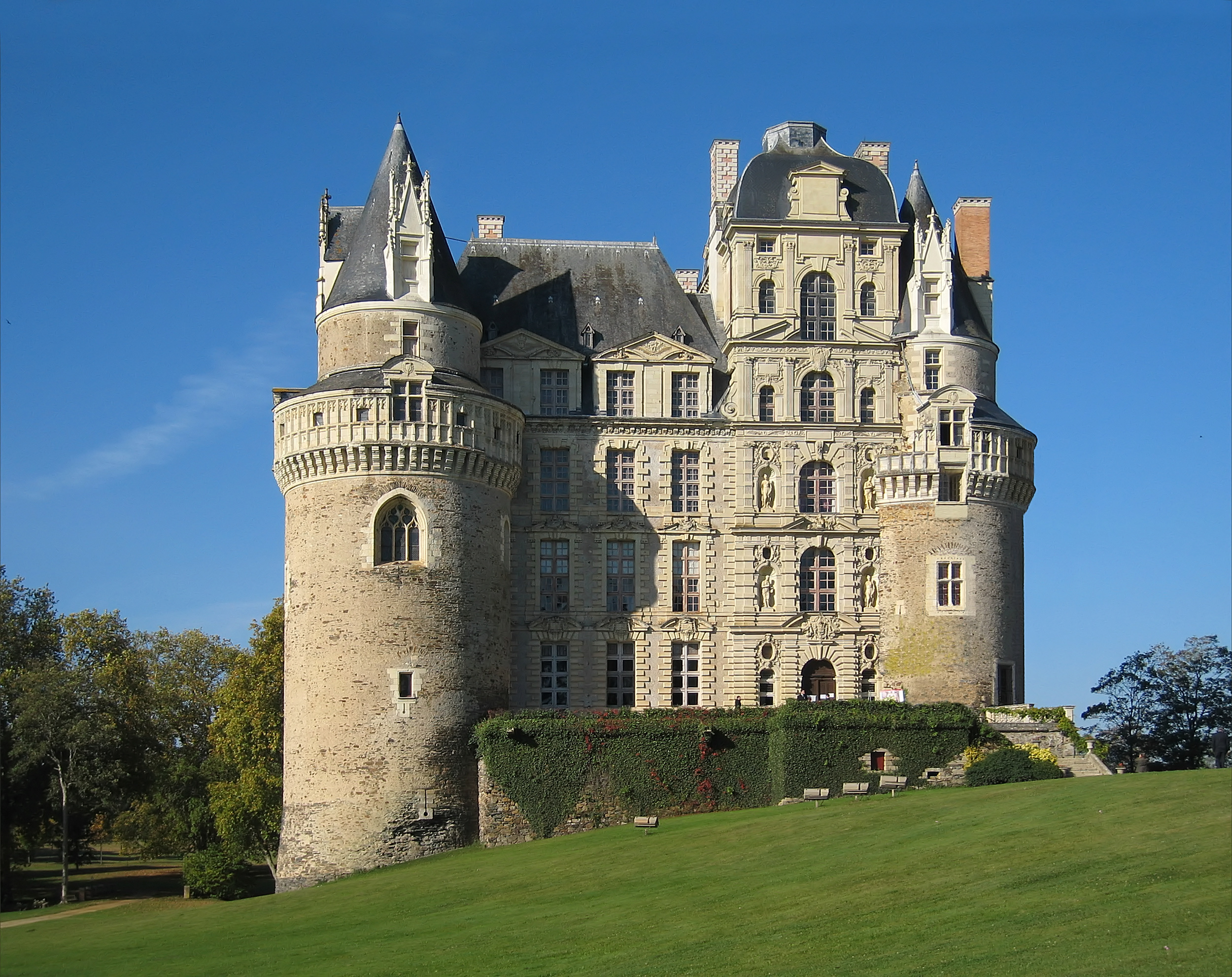
Château de Brissac

Il s'installe à Angers lorsqu'il est choisi par Charles II de Cossé pour reconstruire le Château de Brissac où il mène des travaux, qui commencent en 1614, et s'arrêtent avec la mort du duc en novembre 1621. Une partie seulement de l'édifice prévu initialement est construit.

### Port-Louis
En parallèle, il dirige la construction de la nouvelle Citadelle de Port-Louis de 1616 à 1621. L'aide apportée par son frère Charles, et son beau-frère Léonard Malherbe permet sans doute de mener ses deux chantiers importants de front.

### Palais du Présidial d'Angers
Il revient ensuite à Angers où il termine le 18 mai 1624, la grande porte du « Pallois royal ».

### Parlement de Bretagne
Germain Gaultier assure alors la direction du chantier du Palais du Parlement de Bretagne, mais décède alors, accidentellement, sur son chantier. Jacques Corbineau est désigné comme son successeur en 1624. Il est retenu à Rennes du 25 mars 1624, date de sa désignation au début de l'année 1627, où par défaut de trésorerie le chantier est pratiquement abandonné.

### Cathédrale de Nantes
Il est pressenti en 1626 pour diriger des travaux d'architecture militaire à Vannes où il est appelé le 11 mars, mais refuse le 27 mars. Anticipant la fermeture du chantier de Rennes, il remporte l'adjudication des voûtes de la nef de la cathédrale de Nantes. Cette construction l'occupe jusqu'en 1630. Il reconstruit au même moment les Halles de Nantes en 1628. Le chapitre de Nantes satisfait du travail accompli lui demande de construire le transept méridional. Ce chantier durait encore en 1637, après la mort de Jacques Corbineau. 

### Carmes de Nantes
Il avait obtenu auparavant le marché de construction du jubé des Carmes de Nantes. Le chœur était fermé par un jubéfait de tuffeau et présentant des colonnes de marbre, œuvre des architectes Jacques Corbineau et Guillaume Béliard, réalisée en 1631, et financée par un legs de Jean de Rieux, marquis d'Assérac.

## Source
- Jules-Marie Richard, « Les constructeurs de retables », Bulletin de la Commission historique et archéologique de la Mayenne, 1906.
- Jacques Salbert, Ateliers de retabliers Lavallois aux XVIIe et XVIIIe siècles : Études historiques et artistiques, Presses universitaires de Rennes, 1976.